# Crime autônomo
Crime autônomo é aquele que tem conexão com o fundamental ou básico, mas descreve um crime independente, com elementares próprias, caracteriza-se como aquele tipo que, possuindo todos os dados do tipo principal e mais outros especializantes, é erigido pelo legislador à condição de tipo distinto daquele, e não mera qualificadora ou causa de aumento/diminuição da pena. A sua tipicidade deixa de ser derivada e passa a ser, autônoma.
Um exemplo de crime autônomo é a associação para o tráfico que é uma modalidade especial de quadrilha ou bando (art. 288 do CP), porém, com algumas diferenças, a saber, exigem-se duas pessoas para que seja configurada a associação para o tráfico e quatro para o delito de quadrilha ou bando. Além disso, a finalidade do crime de quadrilha ou bando é a prática de crimes, genéricos, enquanto a finalidade da associação para o tráfico é a prática, reiterada ou não, de quaisquer crimes previstos nos arts. 33 e 34 da Lei de Tóxicos. Desta forma, a associação, em ambos os delitos, deve ser estável e permanente.
Em suma, o crime é autônomo quando por mais que esteja intimamente relacionado com os delitos previstos nos arts. 33 e 34, ele possui elementares próprias, descrevendo, assim, um crime independente e constituindo-se como tipo distinto daqueles, e não mera qualificadora ou causa de aumento/diminuição da pena